# Cyathostominae
Cyathostominae ook wel kleine bloedwormen is de naam van een onderfamilie uit de orde van de Strongylida (rondwormen). Het is een verzamelnaam voor een groep van parasitaire wormen die leven in de darmen van paarden. Zij behoren tot de meest voorkomende maagdarmwormen bij paarden.

## Beschrijving
De onderfamilie van de kleine strongyliden of Cyathostominae bestaat uit minstens 50 soorten waarvan er 10 tot 12 veel voorkomen. De levenscyclus begint met besmette eieren die vrijkomen uit de ontlasting van paarden. Deze eitje zijn niet te onderscheiden van die van de grote bloedworm. Besmettelijke larven kunnen een half jaar in het weilandmilieu overleven, afhankelijk van temperatuur en vochtigheid. Bij het grazen worden de larven opgenomen in de darmen. De hele ontwikkeling van larf naar volwassen worm vindt plaats binnen de darmwand en de holte van de darm. Er is dus geen migratie via de darmslagaders zoals bij de grote bloedworm. Er vindt wel migratie binnen de darmen plaats.

## Behandeling
Paarden die in besmette weides hebben gelopen moeten in november-december preventief worden behandeld met het anthelminthicum moxidectine; andere wormmiddelen werken niet tegen in de darmwand ingekapselde stadia van de larven.

## Taxonomische indeling
Familie Strongylidae
- Onderfamilie Cyathostominae("kleine bloedwormen")
  - Geslacht Coronocyclu
  - Geslacht Cyathostomum
  - Geslacht Cylicocyclus
  - Geslacht Cylicodontophorus
  - Geslacht Cylicostephanus
  - Geslacht Petrovinema
  - Geslacht Poteriostomum
  - Geslacht Tridentoinfundibulum